# Erland Samuelsson
Erland "Smulle" Samuelsson, född 1909, var en svensk fotbollsspelare (försvarare) som åren 1936–1941 spelade för Gais, där han sammanlagt gjorde 24 seriematcher (inga mål). Han är emellertid framför allt ihågkommen som mångårig materialförvaltare i klubben.

## Biografi
Samuelsson kom till Gais från Landala IF 1936, men debuterade i allsvenskan först säsongen 1937/1938, då han spelade fyra matcher när Gais åkte ur allsvenskan. Han blev därefter aldrig helt ordinarie i A-laget under de tre åren i division II västra, utan gjorde som mest 11 matcher säsongen 1939/1940.
Som spelare gjorde han sig känd som en ettrig högerback, och han har även varit lagledare. Han är dock framför allt känd som klubbens materialförvaltare, en post som han lojalt och lågmält innehade i 36 år. Han tilldelades i samband med Gais hundraårsjubileum 1994 Svensk Elitfotbolls hedersgåva.
Åren 1955–1962 var Samuelsson tränare för Utsiktens BK i division IV Göteborg.